# Cayetano Catanoso
Cayetano Catanoso (en italiano: Gaetano Catanoso) (Roghudi, 14 de febrero de 1879-Regio de Calabria, 4 de abril de 1963) fue un sacerdote italiano. Hijo de Piero Catanoso

## Biografía
Fue bautizado el mismo día de su nacimiento y confirmado a los 3 años, en 1882. A los 10 años sintió la vocación sacerdotal. Partió en burro para inscribirse al seminario arzobispal de Reggio, donde fue prefecto de disciplina.
Luego de ser ordenado sacerdote en 20 de septiembre de 1902, fue párroco en los suburbios de Regio de Calabria, desde 1904 hasta 1921, donde reinaba la pobreza, analfabetismo, y la ignorancia religiosa, donde compartió las privaciones y sufrimientos con la gente. Ahí mismo fundó una escuela vespertina gratuita para los jóvenes que no podían frecuentar las escuelas públicas y realizó un centro para la difusión de la vida eucarística.

En 1915, ya gozaba de fama de santidad entre los consagrados. En 1918, conoció a Luis Orione, quien encendió si celo apostólico y que en 1908 se había distinguido por su caridad en el terremoto de Messina y Reggio Calabria. En 1918 se unió a la “Archicofradía de la Santa Faz de Tours” que el papa Gregorio XVI había creado en Roma en 1843, con el fin de reparar las ofensas contra Cristo, especialmente la blasfemia, formando en su parroquia el año siguiente la “Cofradía de la Santa Faz” declarando  
“Unámonos en la devoción a la Santa Faz, para reparar nuestros pecados, ante todo la blasfemia y la profanación de la fiesta, para la conversión de los pecadores. Queremos convertirnos en almas reparadoras, contribuir al triunfo de la Iglesia, participar de las sublimes recompensas prometidas por Nuestro Señor".  
De 1921 a 1940, fue párroco en Santa María de la Candelaria. Fue capellán de la cárcel y del hospital de Regio de Calabria, y director espiritual del Seminario Diocesano de dicha ciudad. En 1929 se ofreció como víctima al corazón de Cristo, intentando complementar en su carne lo que faltaba a los padecimientos de Cristo en favor de su cuerpo que es la Iglesia. 

En 1934, fundó la Congregación Hermanas Verónicas del Santo Rostro de Jesús, con el fin de promover y sostener iniciativas para las vocaciones eclesiásticas, y ayudar a los párrocos de Italia, y en diversas partes del mundo, recibiendo la aprobación canónica en 1953. Fue muy devoto y promovió la devoción por del culto al Rostro de Jesús y fundó la Pía unión de la Santa Faz y el boletín “El Santo Rostro” y “La hora eucarística sacerdotal”. También instituyó la “Obra de los clérigos pobres”, para ayudar a los jóvenes que querían ser sacerdotes, pero no tenían recursos, fomentando la fraternidad y colaboración entre los párrocos rurales exclamando con frecuencia, 
“Hay que orar por los sacerdotes que viven solos y están incomprendidos”. "Si queremos adorar el Santo Rostro de Jesús y no sólo su imagen, encontramos este Rostro en la divina Eucaristía, donde con el Cuerpo y la Sangre de Jesús, el Rostro de Nuestro Señor se esconde bajo el velo blanco de la Sagrada Hostia".
"No dejes pasar un día sin haber hablado de la Santa Faz. Haz entender el deber de reparación y deja que tu palabra sea como la levadura que fermenta la harina".
"Ama a Jesús Sacramentado. Nunca lo olvides. No lo dejes solo en el Sagrario, ve a visitarlo. No es la imagen de Nuestro Señor como es la imagen de un santo, pero es la realidad: Jesús vivo en Cuerpo, Sangre, Alma y Divinidad. Id, hablad con Jesús, conversad con Jesús, vivid de Jesús, consolad a Jesús, haced todo con Jesús, entonces llevaréis a Jesús a las almas”.

"Rezad a la Virgen. Cuando la Virgen quiso aparecer afligida y amargada, se apareció con el Rosario en la mano. No olvidéis a Lourdes, La Salette, Fátima. La Virgen también habla de grandes castigos y pide oraciones y penitencia. Consolemos el Corazón de la Madre. Amad a Nuestra Señora y en vuestra vida seréis felices."
Aceptó con paciencia las enfermedades y ceguera que lo afligió en la última etapa de su vida. Se preparó con serenidad para el encuentro definitivo con el Señor en la casa madres de la congregación que había fundado cuando falleció en Regio de Calabria, el 4 de abril de 1963 un Jueves de pasión de Semana Santa.
Fue proclamado venerable el 3 de abril de 1990, beatificado en Roma por el papa Juan Pablo II el 4 de mayo de 1987 y canonizado por el papa Benedicto XVI el 23 de octubre de 2004.
Localidades bajo su patronato:
- Fuengirola (Málaga, España)